# Золотая (река, впадает в Баренцево море)
Золотая — река в России, протекает по Мурманской области. Впадает в губу Золотую Баренцева моря. Длина реки составляет 36 км, площадь водосборного бассейна 213 км². Вытекает из озера Нызакъярв.

## Данные водного реестра
По данным государственного водного реестра России относится к Баренцево-Беломорскому бассейновому округу, водохозяйственный участок реки — реки бассейна Баренцева моря от восточной границы бассейна реки Воронья до западной границы бассейна реки Иоканга (мыс Святой Нос). Речной бассейн реки — бассейны рек Кольского полуострова, впадает в Баренцево море.
Код объекта в государственном водном реестре — 02010000912101000004399.